# Pycnostictus
Pycnostictus is een geslacht van rechtvleugeligen uit de familie veldsprinkhanen (Acrididae). De wetenschappelijke naam van dit geslacht is voor het eerst geldig gepubliceerd in 1884 door Saussure.

## Soorten
Het geslacht Pycnostictus  is monotypisch en omvat slechts de volgende soort:
- Pycnostictus seriatus (Saussure, 1884)